# Суон-Ривер (колония)

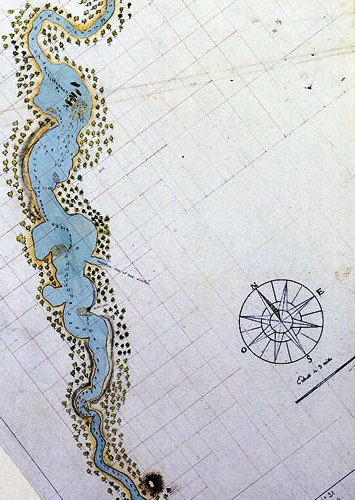
Первая подробная карта реки Суон (1801).

Суо́н-Ри́вер (англ. Swan River Colony) — британская колония, основанная на реке Суон (Австралия).
Первое зарегистрированное появление европейцев в устье реки Суон датируется 19 июля 1619 года экипажем Фредерика де Хаутмана, однако, из-за плохих погодных условий, высадка не производилась. В дальнейшем территория неоднократно посещалась европейскими мореплавателями, но основанные поселения не были постоянными.
Колония Суон-Ривер была основана в 1829 году капитаном Джеймсом Стерлингом. Одно из первых зданий, Круглый дом, сохранилось до настоящего времени и ныне расположено на территории города Фримантл. К 1832 году население колонии достигло 1,5 тыс. поселенцев, и ей было присвоено официальное название Западная Австралия в честь одноимённой колонии, основанной в 1826 году в районе Олбани. Однако, название Суон-Ривер ещё долго использовалось для обозначения всей территории. Позже Западная Австралия была расширена на восток и север Австралийского континента, став второй по площади административной единицей в мире. Сегодня штат занимает около трети территории страны.